# Les Marches de la liberté
Pour plus de détails, voir Fiche technique et Distribution.
Les Marches de la liberté est un documentaire écrit et réalisé par Rokhaya Diallo en 2013 pour France Ô. Le film qui évoque l'identité de la France sous le prisme du regard de jeunes américains, est diffusé, le 6 février, lors de la soirée spéciale contre le racisme ordinaire,.

## Synopsis
En août 1963, les Noirs américains marchent sur Washington pour obtenir des droits équivalents aux Blancs. La manifestation se termine avec le discours de Martin Luther King , I have a dream, devant le Lincoln Memorial.. En 1983, une trentaine d'enfants d'immigrés décidé de relier Marseille à Paris pour obtenir, comme il y a 50 ans aux États-Unis, l'égalité des droits.C'est alors la Marche pour l'égalité et contre le racisme transformé en "Marche des Beurs", par les médias. Et le 3 décembre 1983 c'est 100 000 manifestants qui rejoignent Paris.
Rokhaya Diallo compare les deux mouvements ce qui lui permet de s'interroger sur l'identité de la France. Ainsi elle filme dix jeunes américains qui visitent la France afin de se faire leur propre idée du pays des Droits de l’Homme. L'évocation de l'« American Dream » qu'en est-il du « rêve » français ?

## Fiche technique
- Titre : Les Marches de la liberté
- Réalisation : Rokhaya Diallo
- Pays d'origine : France
- Genre : Documentaire
- Durée : 52 minutes
- Date de sortie : 2013
- Production : Laurence Lascary
- Distribution : de l'autre côté du périph

## Distinctions

### Récompense
- En mars 2015, le documentaire Les Marches de la liberté reçoit le Prix du meilleur film documentaire au Festival régional et international du cinéma de Guadeloupe (FEMI)[8],[9].

## À voir